# Stefan Błocki
Stefan Rudolf Błocki (ur. 20 maja 1887 w Przemyślu, zm. 13 października 1954) – podpułkownik piechoty Wojska Polskiego.

## Życiorys
Urodził się 20 maja 1887 w Przemyślu, w rodzinie Kazimierza. Jesienią 1907 rozpoczął zawodową służbę wojskową w cesarskiej i królewskiej Armii. Został wcielony do Galicyjskiego Pułku Piechoty Nr 45 w Przemyślu. W szeregach tego oddziału wziął udział w mobilizacji sił zbrojnych Monarchii Austro-Węgierskiej, wprowadzonej w związku z wojną na Bałkanach (1912–1913), a następnie walczył na frontach I wojny światowej. W czasie służby w c. i k. Armii awansował na kolejne stopnie: kadeta-zastępcy oficera ze starszeństwem z 1 września 1907, chorążego w 1908 ze starszeństwem z 1 września 1907, porucznika ze starszeństwem z 1 listopada 1910, nadporucznika ze starszeństwem z 1 sierpnia 1914 i kapitana ze starszeństwem z 1 sierpnia 1917.
25 listopada 1920 został zatwierdzony z dniem 1 kwietnia 1920 w stopniu majora, w piechocie, w grupie oficerów byłej armii austro-węgierskiej. 1 czerwca 1921 pełnił służbę w Dywizjonie Żandarmerii Wojskowej Nr 2, a jego oddziałem macierzystym był 16 Pułk Piechoty w Tarnowie. 3 maja 1922 został zweryfikowany w stopniu majora ze starszeństwem z 1 czerwca 1919 i 191. lokatą w korpusie oficerów piechoty, a jego oddziałem macierzystym był nadal 16 pp. 10 lipca 1922 został zatwierdzony na stanowisku dowódcy batalionu w 81 Pułku Piechoty w Grodnie. W 1923 był komendantem Kadry Batalionu Zapasowego 81 pp. 31 marca 1924 został mianowany podpułkownikiem ze starszeństwem z 1 lipca 1923 i 80. lokatą w korpusie oficerów piechoty. W tym samym roku został przydzielony z macierzystego pułku do Dowództwa Okręgu Korpusu Nr III w Grodnie na stanowisko pełniącego obowiązki szefa Oddziału Ogólnego. W październiku 1926 został przeniesiony do 63 Pułku Piechoty w Toruniu na stanowisko zastępcy dowódcy pułku. W kwietniu 1928 został przeniesiony do 42 Pułku Piechoty w Białymstoku na stanowisku dowódcy pułku. W sierpniu 1931 został przeniesiony do Komendy Placu Wilno na stanowisko komendanta. Od 1932 był komendantem miasta Wilna. Z dniem 30 września 1935 został przeniesiony w stan spoczynku. Zmarł 13 października 1954 i został pochowany na cmentarzu komunalnym w Lubaniu.

## Ordery i odznaczenia
- Złoty Krzyż Zasługi – 18 marca 1930 „za zasługi na polu wyszkolenia wojska”[27][28]

W czasie służby w c. i k. Armii otrzymał:
- Krzyż Zasługi Wojskowej 3 klasy z dekoracją wojenną i mieczami,
- Brązowy Medal Zasługi Wojskowej z mieczami na wstążce Krzyża Zasługi Wojskowej,
- Krzyż Wojskowy Karola,
- Krzyż Jubileuszowy Wojskowy,
- Krzyż Pamiątkowy Mobilizacji 1912–1913[7].